# Holzberg (Hahnenkamm)
Der Holzberg ist eine 561,8 m ü. NHN hohe, teils bewaldete Erhebung des Höhenzugs Hahnenkamm im Mittelgebirge Fränkische Alb im mittelfränkischen Landkreis Weißenburg-Gunzenhausen in Bayern.

## Geographie

### Lage
Der Holzberg liegt im Naturpark Altmühltal nordwestlich von Windischhausen sowie südwestlich von Falbenthal und nordöstlich von Auernheim, drei Gemeindeteilen von Treuchtlingen. Südlich fließt die Rohrach (Östliche Rohrach) vorbei; parallel dazu verläuft die Staatsstraße 2218 (Fuchsmühle–Windischhausen) und im Osten die Kreisstraße WUG 5 (Windischhausen–Falbenthal).

### Naturräumliche Zuordnung
Der Holzberg gehört in der naturräumlichen Haupteinheitengruppe Fränkische Alb (Nr. 08), in der Haupteinheit Südliche Frankenalb (082) und in der Untereinheit Altmühlalb (082.2) zum Naturraum Hahnenkammalb (082.20).

## Schutzgebiete
Auf dem Holzberg liegen Teile des Landschaftsschutzgebiets Schutzzone im Naturpark Altmühltal (CDDA-Nr. 396115; 1995 ausgewiesen; 1632,9606 km² groß) und des Fauna-Flora-Habitat-Gebiets Trauf der südlichen Frankenalb (FFH-Nr. 6833-371; 43,2442 km²).